# Brewster (Minnesota)
Brewster es una ciudad ubicada en el condado de Nobles en el estado estadounidense de Minnesota. En el Censo de 2010 tenía una población de 473 habitantes y una densidad poblacional de 133,89 personas por km².

## Geografía
Brewster se encuentra ubicada en las coordenadas 43°41′50″N 95°27′52″O / 43.69722, -95.46444. Según la Oficina del Censo de los Estados Unidos, Brewster tiene una superficie total de 3.53 km², de la cual 3.53 km² corresponden a tierra firme y (0%) 0 km² es agua.

## Demografía
Según el censo de 2010, había 473 personas residiendo en Brewster. La densidad de población era de 133,89 hab./km². De los 473 habitantes, Brewster estaba compuesto por el 95.35% blancos, el 0.21% eran afroamericanos, el 1.27% eran amerindios, el 0% eran asiáticos, el 0% eran isleños del Pacífico, el 2.75% eran de otras razas y el 0.42% pertenecían a dos o más razas. Del total de la población el 5.29% eran hispanos o latinos de cualquier raza.